# 익산 낭산산성
익산 낭산산성(益山 郎山山城)은 대한민국 전북특별자치도 익산시 낭산면에 있는 0의 익산낭산산성이다. 1973년 6월 23일 전북특별자치도의 기념물 제13호로 지정되었다.

## 개요
전라북도 익산시 해발 162m의 낭산 정상에 있는 산성이다.
구성, 마한성 등으로도 불리는데 마한성이라고 하는 것은 고조선의 기준왕이 내려와서 쌓았다는 전설에 의해 불리는 것이다. 그러나 이 지역에서 지금까지 마한시대와 관련된 유물들이 밝혀지지 않고 있어서 마한시대에 만들었다는 근거는 없다. 다만 성 안에서 백제 이래의 유물들이 발견되어 이 시기에 만들어진 것으로 판단되고, 후세에 와서 익산 일대가 마한의 옛 도읍지였다는 점에서 마한성이라 부르게 된 것으로 추정된다.
이 산성은 정상을 둘러싼 형태로 북쪽은 거의 정상에, 남쪽은 일부 골짜기를 감싸고 있다. 현재 남쪽에 남아있는 성벽의 높이는 약 2.8m 가량이 되며, 물 흐르는 곳이 2군데가 확인되었다. 또한 남쪽과 동쪽 그리고 서쪽의 성문터가 남아 있으며, 성의 동남부에서 주춧돌로 보이는 석재들이 흩어져 있어 건물터였음을 알 수 있으나 정확한 규모는 알 수 없다.

## 같이 보기
- 낭산면

## 참고 자료
- 익산 낭산산성 - 국가유산청 국가유산포털